# Ляховский, Фёдор Петрович
Фёдор Петро́вич Ляхо́вский (14 февраля 1936, Винница — 30 мая 2017, Винница) — советский гребец-байдарочник, выступал за сборную СССР в первой половине 1960-х годов.
Участник летних Олимпийских игр в Риме, трёхкратный чемпион всесоюзного первенства, победитель регат республиканского и международного значения. На соревнованиях представлял спортивное общество «Спартак». Мастер спорта СССР.

## Биография
Родился 14 февраля 1936 года в городе Винница, Украинская ССР.
Активно заниматься греблей начал в раннем детстве, проходил подготовку в винницкой команде добровольного спортивного общества «Спартак». Первого серьёзного успеха добился в 1960 году, когда на одноместной байдарке завоевал золотую медаль всесоюзного первенства в эстафете 4 × 500 м. Благодаря череде удачных выступлений удостоился права защищать честь страны на летних Олимпийских играх в Риме — участвовал в программе эстафеты, вместе с командой, куда также вошли гребцы Игорь Писарев, Анатолий Кононенко и Владимир Наталуха, показал в финале пятое время.
После римской Олимпиады Ляховский остался в основном составе советской национальной сборной и продолжил принимать участие в крупнейших международных соревнованиях. В 1962 году он во второй раз стал чемпионом Советского Союза, одержав победу в эстафете, в 1963 году добыл золото в заплыве байдарок-двоек на 1000 метров. Вскоре принял решение завершить карьеру спортсмена.
Завершив спортивную карьеру, Фёдор Ляховский работал тренером по гребле на байдарках и каноэ. До смерти проживал в родной Виннице. 
Скончался в Виннице 30 мая 2017 года после продолжительной болезни.